# Route nationale 183
Die N183 war eine französische Nationalstraße, die 1824 zwischen der N14 bei Magny-en-Vexin und Maintenon mit einer Länge von 77,5 Kilometern festgelegt wurde. 1933 wurde von der N14 aus nach Norden bis zur N15 südlich von Gisors weitere Straßen als N183 ausgeschildert. Ihre Länge wuchs um 9,5 Kilometer. 1949 übernahm sie von der N13 den Abschnitt zwischen Limay und Mantes-la-Jolie. Im Gegenzug fiel ein Abschnitt innerhalb von Mantes-la-Jolie an die N13. Die Länge stieg um 0,5 Kilometer. 1973 erfolgte die Reduzierung auf den Abschnitt zwischen Magny-en-Vexin und Maulette, 1991 dann die komplette Abstufung.